# Île de Lahonce
L'île de Lahonce ou île de Roll est une île fluviale de l'Adour, située sur la commune de Lahonce.

## Histoire
Il s'agit de l'ancienne île d'Aiguemeau où Catherine de Médicis offrit un banquet bucolique en 1565.